# 王平 (上将)
王平（おう へい、1907年10月12日－1998年2月8日）は中国人民解放軍の軍人。最終階級は上将。湖北省陽新県出身。原名王惟允、また王明と名乗ったこともある（一時期共産党の最高指導者だった王明とは別人）。
1930年紅軍に参加、中国共産党に入党。政治委員として経歴を開始し、長征、日華事変、国共内戦、朝鮮戦争に参加。国共内戦時には北岳軍区司令員（司令官相当）、察哈爾軍区司令員を歴任。1955年上将に任命される。同年、中華人民共和国一級八一勲章、中華人民共和国一級独立自由勲章、中華人民共和国一級解放勲章を受勲。なお、1958年には北朝鮮（朝鮮民主主義人民共和国）の一級国旗勲章を授与されている。第5回全国人民代表大会常務委員会委員、国防委員会委員、中国共産党中央委員会委員、中国共産党中央軍事委員会副秘書長などを歴任する。文化大革命後の1977年には、中国人民解放軍総後勤部の政治委員に就任し1979年まで在任。1982年に発足した中国共産党中央顧問委員会では常務委員会委員となり1992年の中央顧問委員会廃止まで務めた。1998年、北京市で死去。享年90歳。